# La Guardia de Jaén
La Guardia de Jaén er en by og kommune i det sydlige Spanien i provinsen Jaén. Den har et indbyggertal på 5.218 (2024) indbyggere.